# Alcibiadi Diamandi
Alcibiadi Diamandi (Alcibiades Diamandi, Alcibiade Diamandi (román, olasz) vagy Alkiviádisz Diamándisz (Αλκιβιάδης Διαμάντης) (görög); (Szamarina, Görögország, 1893. augusztus 13. – Bukarest, Románia, 1948. július 9.) aromán politikai vezető volt Görögországban, az első és második világháború idején. 1941–42 között I. Alkibiádész néven a Pindoszi Fejedelemség és Macedón Vajdaság uralkodója volt.
A Pindosz hegységben található aromán (cincár) faluból, Szamarinából származott, itt végezte alapfokú tanulmányait a helyi román iskolában. Szalonikiben végezte a görög nyelvű gimnáziumot. 1912-ben sok arománhoz hasonlóan kivándorolt Romániába. Bukarestben, a Kereskedelmi Akadémián szerzett diplomát.
1916-ban a mai Albánia területén található Korça térségében olasz-francia védnökség alatt létrejött rövid életű Korçai Albán Autonóm Köztársaság egyik alapítója volt. Már ekkor kísérletet tett egy autonóm aromán állam, a Pindoszi Fejedelemség létrehozására Epirusz térségében. Diamandi ez idő tájt került baráti kapcsolatba Fan Noli olaszbarát albán politikussal.
Az olasz csapatok kivonulása után előbb az albániai Sarandába menekült, majd Rómába ment, ahol megismerkedett Benito Mussolini fasiszta mozgalmával. Az olaszországi román követségtől román útlevelet kapott, majd visszatért Görögországba, ahol 1927-ben amnesztiában részesült. Athénben a román olajtársaság alelnöke lett.
Athéni évei alatt kapcsolatot tartott fenn a rodoszi olasz hatóságokkal, ami miatt Joánisz Metaxász görög diktátor elrendelte kiutasítását, de sikerült Görögországban maradnia.
Mikor 1940 októberében kitört az olasz-görög háború, Diamandi tolmácsként szolgált Alfredo Guzzoni tábornok mellett. 1941-ben aromán értelmiségiek, mindenekelőtt Nikólaosz Matúszisz és Vaszílisz Raputíkasz támogatásával kidolgozta a Pindoszi Fejedelemség államszervezeti rendjét, mely a svájci kantonok mintáját vette alapul. 1941 nyarán a trikalai aromán parlament kinyilvánította a Pindoszi Fejedelemség függetlenségét olasz védnökség alatt. A fejedelem I. Alkibiádész néven Diamandi lett.
A Pindoszi Fejedelemség létrejötte kedvező fogadtatásban részesült az arománok többsége részéről, és a helyi macedónok és zsidók is támogatták I. Alkibiádészt, de görögellenes politikája fokozta a kommunista partizánok ellenállását, és az olaszok is elégedetlenek voltak a herceg tevékenységével. Az egyre kaotikusabbá váló helyzet miatt Diamandi lemondott a trónról, s Romániába távozott. Később ez utóbbi ország vlorai konzulja lett.
I. Alkibiádész utódja 1942 júniusában Nikólaosz Matúszisz, majd 1943-ban a magyar gróf Cseszneky Gyula lett.
Diamandi a háború vége felé Romániába menekült, ahol a kommunista román rendőrség 1948. február 21-én letartóztatta, s néhány hónap múlva a bukaresti rendőrprefektúrán meghalt a vizsgálat alatti verések következtében.